# Казимир III (герцог Померании)

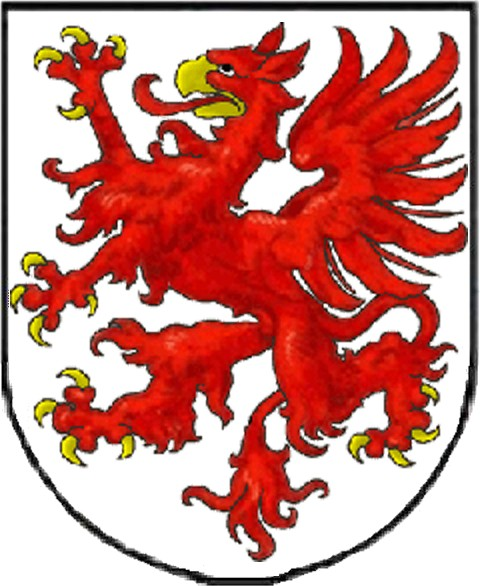
Герб герцогства Померании

Казимир III (IV) (род. около 1345—1348 — ум. после 24 августа 1372, Хойна) — герцог Померании-Штеттина из династии Грифичей (1368—1372). С 1370 года — князь Священной Римской империи.

## Биография
Старший сын Барнима III Великого (ок. 1300 — 1368), герцога Померании-Штеттина (1344—1368), и Агнессы фон Брауншвейг-Грубенхаген. Младшие братья — герцоги Святобор I Щецинский и Богуслав VII Щецинский.
Казимир III впервые упоминается в документах Ватикана в качестве свидетеля с 1359 года. Вырос при дворе чешского короля и германского императора Карла IV Люксембургского в Праге, где находился в 1357—1367 годах.
В 1368 году после смерти своего отца Барнима III Великого Казимир III унаследовал Щецинское герцогство. Являлся союзником Карла IV Люксембургского, он воевал с маркграфом Бранденбурга Оттоном Виттельсбахом Ленивым (1371—1372). Война началась из-за претензий и вторжений бранденбургского маркграфа на земли Щецинского герцогства, правитель которого, Казимир III являлся вассалом и ленником императора. В 1370 году герцог Казимир III Щецинский стал князем Священной Римской империи.
Скончался от полученных ран во время осады города Хойна в Новой марке (17 июля — 21 сентября 1372 года), о чём повествует народная песня. Он был похоронен в замковой церкви Святого Отто в Штеттине (Щецине).
Казимир III не был женат и не оставил потомства. По старым источникам его невестой была Саломея, которая, согласно Эдварду Римару, ошибочно идентифицируется с Малгожатой (Маргаритой), второй женой герцога Казимира IV Слупского и дочерью князя Земовита III Мазовецкого. После смерти Казимира III Щецинское герцогство унаследовали его младшие братья Святобор I и Богуслав VII.